# Emil Tokarz
Emil Tokarz, poljski jezikoslovec, slovenist, * 6. oktober 1944, Hodoriv, Ukrajina.

## Življenje in delo
Diplomiral je na slavističnem oddelku Jagelonske univerze v Krakovu leta 1968. Tega leta je bil tudi prvič v Sloveniji, kjer se je udeležil Seminarja slovenskega jezika, literature in kulture. Takrat se je Emil Tokarz odločil za proučevanje slovenščine.
Leta 1969/70 je dobil štipendijo in je v Ljubljani dopolnjeval gradivo za doktorsko dizertacijo na Filozofski fakulteti. Takoj po vrnitvi na Poljsko je Emil Tokarz ustanovil slovenski lektorat na Univerzi N. Kopernika v Torunju, po preselitvi v Katovice 1973 pa tudi na Šlezijski univerzi v Katovicah. Ko je istega leta postal direktor šlezijske slavistike, je ustanovil oddelek za južnoslovanske jezike, v okviru katerega je bila najprej v ospredju srbohrvaščina (slovenščina in makedonščina sta bili organizirani kot lektorat), po 1990 pa je 'jugoslavistiko' ukinil in ustanovil samostojne oddelke za makedonistiko, kroatistiko in slovenistiko (prva slavistika in slovenistika na Poljskem).
V magistrski nalogi je pisal o takrat še enotno pojmovanem srbohrvaškem jeziku, doktoriral pa je iz parataktičnih struktur v slovenščini (Parataksa v slovenskem jeziku, 1973) na Univerzi N. Kopernika v Torunju.
Od 1984 do 1988 se je študijsko izpopolnjeval na univerzi v Clermont-Ferrandu v Franciji. Leta 1987 je bil habilitiran na Visoki pedagoški šoli v Opolu. Od 1991 je redni profesor za slovenski jezik in druge južnoslovanske jezike na Šlezijski univerzi v Katovicah in predstojnik njenega Inštituta za slovansko filologijo v Sosnovcu.
Sedaj dela tudi na Univerzi v Bielsko-Biali na Poljskem. Raziskuje predvsem slovensko skladnjo in leksiko, v knjigah in razpravah obravnava poljsko-južnoslovanske besedoslovne teme.
Zakonca Božena in Emil Tokarz sta na Poljskem ustanovila tudi Poljsko-slovensko društvo. Za študij slovenščine na fakultetah, kjer delata, navdušujeta mnoge študente. Pravita, da je za severnjake Slovenija privlačna v svoji zgodovini in v svojih civilizacijskih dosežkih na področju znanosti in kulture. Na Šlezijski univerzi v Katovicah slovenistiko vsako leto vpiše okoli devetdeset študentov, prav toliko tudi na univerzi v Bielsko-Biali, v Varšavi in v Lodzu skupaj pa okoli šestdeset. Zanimanje za slovenščino na Poljskem obstaja tudi na podiplomskem študiju. Lektorati slovenskega jezika so še na fakultetah v Gdansku, Torunju in Poznanju.
Leta 2007 je za vsestransko prizadevno in dolgoletno ustvarjalno delo pri povezovanju poljske in slovenske literature ter jezika skupaj z ženo prejel mednarodno Pretnarjevo nagrado za ambasadorstvo slovenske književnosti in jezika na Poljskem. Zakonca Tokarz sta dr. Toneta Pretnarja, po katerem se imenuje nagrada, tudi osebno poznala. Junija 2019 je bil izvoljen za dopisnega člana SAZU in se tako pridružil ženi Bożeni, ki je dopisna članica že od leta 2015.

## Izbrana bibliografija
- Priredno zloženi stavki v slovenščini. [Składnia zdań złożonych współrzędnie w języku słoweńskim]. Katowice: Uniwersytet Śląski,  1977. (COBISS)
- Poljska slovenistika v okviru poljsko-slovenskih stikov. Slavistična revija 42, 2/3 (apr.–sep. 1994). Ljubljana: Slavistično društvo Slovenije. 393–398. (COBISS)
- Kriza zavesti ali jezika pri Slovencih. Primorska srečanja: revija za družboslovje in kulturo 20, 183/84 (1996). Nova Gorica-Koper-Idrija: Društvo sociologov in politologov severnoprimorskih občin. 566–568. (COBISS)
- Položaj slovenske subjektivitete v procesu evropske integracije. Slovenščina in njeni uporabniki v luči evropske integracije. Ur. V. Mikolič in K. Marc Bratina. Koper: Zgodovinsko društvo za južno Primorsko, 2005. (COBISS)